# تامارین شیری سیاه
تامارین شیری سیاه (نام علمی: Leontopithecus chrysopygus) نام یک گونه از تیره میمون‌های پنجه‌ای است.این گونه تامارین در برزیل در ایالت سائوپائولو زندگی می کند.جمعیت باقی مانده از این گونه حدود ۱۰۰۰ عدد تخمین زده شده است.